# Poggio alle Mura
Poggio alle Mura è una località del comune italiano di Montalcino, nella provincia di Siena, in Toscana.
Si trova non distante dal confine con la provincia di Grosseto e confina a nord con Camigliano, ad est con Sant'Angelo Scalo, a sud con Borgo Santa Rita e ad ovest con Monte Antico.

## Storia
Il borgo di Poggio alle Mura nacque nell'epoca alto-medievale in un periodo precedente all'anno 1000 e si sviluppò significativamente a partire dalla seconda metà del XIII secolo, in seguito alla battaglia di Montaperti (1260). Nel 1377 la località di Poggio alle Mura è ricordata per la presenza del castello tra le proprietà degli eredi di Francesco di Tommaso Colombini.
Il borgo conobbe particolare fortuna durante il Medioevo data la sua posizione che gli permetteva di controllare facilmente il vasto territorio senese compreso tra Montalcino, il monte Amiata e la Maremma, nel punto di confluenza dell'Orcia e l'Ombrone, tanto da essere oggetto di contesa anche da parte dei signori del grossetano, la famiglia Aldobrandeschi, e da parte di Firenze, che temeva un ulteriore sviluppo di Siena verso il mare. Il castello fu proprietà dei Tolomei, dei Placidi, fatta eccezione per la breve parentesi di quando la Repubblica di Siena lo tolse ad Ardello Placidi, accusato di essere un ribelle, per cederlo allo Spedale di Santa Maria della Scala, e in seguito restituirlo ai Placidi. Poggio alle Mura contava 143 abitanti nel 1833.
Nel 1978 venne acquistato dalla famiglia Mariani italoamericana, e vi fu fondata l'azienda Villa Banfi che trasformò il borgo in una struttura turistico-ricettiva collegata all'attività vitivinicola.
Nel 2007 sono stati qui rinvenuti i resti fossili di una balenottera vissuta nella zona circa cinque milioni di anni fa, nel periodo pliocenico in cui le calde acque del mare tirrenico ricoprivano l'area occupata dagli attuali vigneti.

## Monumenti e luoghi d'interesse

### Architetture religiose
L'edificio religioso di maggiore interesse è la pieve di San Sigismondo, situata poco distante dal borgo lungo la strada provinciale che conduce a Tavernelle. Si tratta di un'antica pieve risalente al XII secolo che conteneva importanti opere di scuola senese del XIV e XV secolo conservate nel museo di Montalcino. Di fianco alla pieve è inoltre situato il cimitero a servizio della località.
All'inizio del viale alberato che conduce all'area castellana si trova la cappella di San Niccolò, cappella gentilizia del castello di Poggio alle Mura, che risale con buone probabilità al XIII secolo, anche se risulta modificata nel corso dei secoli successivi. È registrato nelle cronache un restauro avvenuto nel XVII secolo.
Poco distante, lungo la strada tra il castello e la pieve, si raggiunge il piccolo nucleo poderale di Belcontento, dove è situata una cappella rurale risalente alla seconda metà del XVIII secolo che si presenta in stile neoclassico.

### Castello Banfi
Il castello di Poggio alle Mura, già presente in epoca alto-medievale, è stato completamente ricostruito nel 1438 e restaurato nel corso del XVII secolo. Sul volgere della seconda guerra mondiale un'ala del castello fu minata e distrutta, e successivamente ricostruita. Lungo la cortina muraria si aprono due porte, la principale e una più piccola che conduce al cortile d'onore, esempio di architettura rinascimentale con arcate, volte a vela, lunotti e uno stemma mediceo del XVII secolo.
All'interno è ospitato il museo della bottiglia e del vetro, intitolato a John F. Mariani, fondatore dell'azienda vitivinicola "Banfi".